# خیابان کیپلینگ
خیابان کیپلینگ (انگلیسی: Kipling Avenue) خیابانی در شهرهای تورنتو و وان (شهرک) در انتاریو، کانادا است. یک جاده شریانی اصلی شمال به جنوب است.